# アリス・マリエル・ウィリアムソン
アリス・マリエル・ウィリアムソン（Alice Muriel Williamson、1869年10月8日 - 1933年9月24日）は、イギリスの小説家。同じく小説家であるチャールズ・ノリス・ウィリアムソンの夫人。旧姓・デビュー時の名はアリス・マリエル・リヴィングストン（Alice Muriel Livingston）。結婚後の作品ではC. N. ウィリアムソン夫人（Mrs. C. N. Williamson）とも名乗っている。
1898年に発表した『灰色の女』 (A Woman in Grey) は、日本では黒岩涙香によって『幽霊塔』の題名で翻案された（1899年 - 1900年）。さらに江戸川乱歩が涙香版を同題で翻案している。
2008年2月、『灰色の女』の初の日本語訳本（中島賢二訳、論創社 論創海外ミステリ）が刊行された。